# 血痕 (映画)
『血痕』（けっこん、Le Visiteur）は、1946年に公開されたフランスの映画。監督はジャン・ドレヴィル。出演はピエール・フレネーなど。

## キャスト
- ソーヴァル: ピエール・フレネー（フランス語版）（吹替: 中村正）
- ルーベルジェー: アントワーヌ・バルペトレ（フランス語版）（吹替: 島宇志夫）
- 警部: ジャン・ドゥビュクール（フランス語版）
- オックスナー: ミッシェル・ヴィトル（フランス語版）（吹替: 家弓家正）
- ルドリュ: エドモン・ボーシャン（フランス語版）

※日本語吹替 - テレビ版・初回放送1962年4月26日『テレビ名画座』

## スタッフ
- 監督: ジャン・ドレヴィル（フランス語版）
- 脚本: ジャン・ベルナール＝リュック（フランス語版）
- 撮影: アンドレ・トーマス（フランス語版）
- 編集: モニーク・ボノット（フランス語版）
- 音楽: ルネ・クロエレック（フランス語版）
- 制作会社: マジェスティック・フィルムズ
- 配給: シリウス・フィルム（フランス語版）